# Michalis Rakintzis
Michalis Rakintzis (Grieks: Μιχάλης Ρακιντζής) (Athene, 3 april 1957) is een populaire zanger in Griekenland.
Michalis Rakintzis studeerde werktuigbouwkunde in Engeland. In de jaren tachtig zong hij daar in een groep genaamd Scraptown. Nadat die uit elkaar gingen vertrok Rakintzis terug naar Griekenland om daar een solocarrière te beginnen. Zijn grote doorbraak kwam in 1987. Het lied "Moro mou faltso" was een grote hit. Lezers van muziektijdschrift Popcorn kozen hem tot "Beste Zanger Van Het Jaar" in 1991.
Michalis Rakintzis werkte samen met internationale sterren zoals Ian Gillan van Deep Purple en rockzangeres Bonnie Tyler. Hij schrijft ook liedjes voor andere Griekse artiesten.
Michalis deed mee aan het Eurovisiesongfestival 2002 in Tallinn. Het lied, "S.A.G.A.P.O." (Ik hou van jou) eindigde op de 17e plaats met 27 punten. De militaire 'look' en het zeer slechte Engels leken de redenen dat de internationale jury's niet voor het lied vielen. Wel slaagde Michalis erin de Barbara Dex Award in de wacht te slepen.
In juli 2003 bracht Michalis Rakintzis een nieuw album uit.